# Женская сборная Франции по баскетболу
Женская сборная Франции по баскетболу — женская сборная команда Франции, представлявшая эту страну на международных баскетбольных соревнованиях. Управляющим органом сборной выступает Федерация баскетбола Франции. Является двукратным чемпионом Европы по баскетболу. Одна из ведущих сборных мира с конца 2000-х годов.

## История
Женская сборная Франции по баскетболу дебютировала на международной арене на чемпионат Европы по баскетболу в 1938 году, где заняла четвёртое место. В 1950-х годах она завоевала бронзовую медаль чемпионата мира. В 1960-х годах сборная Франции не добивалось успехов на первенствах мира и Европы. В 1970-х годах она однажды стала вице-чемпионом Европы по баскетболу. В 1980-х годах она не снискала успехов на международной арене. В 1990-х годах сборная Франции дважды становилась серебряным призёром первенства Европы по баскетболу. В 2000-х годах она дважды выигрывала чемпионат Европы по баскетболу. С 2013 года сборная Франции пять раз подряд становилась серебряным призёром чемпионата Европы.
На Олимпийских играх француженки впервые сыграли в 1980 году в Москве (6-е место). Следующий раз Франции удалось пробиться на Олимпийские игры лишь в 2000 году (5-е место). В 2012 году сборная Франции стала серебряным призёром Олимпийских игр. В полуфинале в Лондоне француженки обыграли сборную России со счётом 81-64, но в финале Франция уступила сборной США со счётом 50-86. Сандрин Грюда стала лучшей блокирующей олимпийского турнира. На Играх 2020 года в Токио сборная Франции в полуфинале уступила команде Японии 71-87, хотя выиграла первую четверть 22-14. В матче за третье место Франция обыграла Сербию со счётом 91-76. Сандрин Грюда вошла в первую символическую сборную звёзд. На домашних Олимпийских играх 2024 года в Париже сборная Франции в полуфинале в овертайме обыграла команду Бельгии (81-75), Габби Уильямс набрала 18 очков. В финале Франция в очень упорном матче уступила команде США (66-67), Габби Уильямс набрала 19 очков и сделала 7 подборов. Уильямс была включена в первую символическую сборную турнира и была признана лучшим игроком оборонительного плана. Валериан Ээи была включена во вторую сборную звёзд.

## Результаты

### Олимпийские игры
- 1980 : 6-е место
- 2000 : 5-е место
- 2012 :  2-е место
- 2016 : 4-е место
- 2020 :  3-е место
- 2024 :  2-е место

### Чемпионат мира по баскетболу среди женщин
- 1953 :  3-е место
- 1964 : 10-е место
- 1971 : 6-е место
- 1979 : 7-е место
- 1994 : 9-е место
- 2002 : 8-е место
- 2006 : 5-е место
- 2010 : 6-е место
- 2014 : 7-е место
- 2018 : 5-е место
- 2022 : 7-е место
- 2026 :

### Чемпионат Европы по баскетболу среди женщин
- 1938 : 4-е место
- 1950 : 4-е место
- 1952 : 7-е место
- 1954 : 6-е место
- 1956 : 7-е место
- 1958 : 6-е место
- 1962 : 8-е место
- 1964 : 10-е место
- 1966 : 11-е место
- 1968 : 11-е место
- 1970 :  2-е место
- 1972 : 4-е место
- 1974 : 7-е место
- 1976 : 4-е место
- 1980 : 11-е место
- 1985 : 8-е место
- 1987 : 8-е место
- 1989 : 8-е место
- 1993 :  2-е место
- 1995 : 1 тур
- 1999 :  2-е место
- 2001 :  1-е место
- 2003 : 5-е место
- 2005 : 5-е место
- 2007 : 8-е место
- 2009 :  1-е место
- 2011 :  3-е место
- 2013 :  2-е место
- 2015 :  2-е место
- 2017 :  2-е место
- 2019 :  2-е место
- 2021 :  2-е место
- 2023 :  3-е место
- 2025 : 4-е место

## Состав
Состав сборной Франции на Олимпийских играх 2024 года в Париже.
| Перейти к шаблону «Состав сборной Франции по баскетболу» | Состав сборной Франции по баскетболу |  |

| Поз. | №  | Имя             | Дата рождения (возраст)   | Рост   | Клуб       |
| ---- | -- | --------------- | ------------------------- | ------ | ---------- |
| РЗ   | 4  | Марин Фоту      | 23 января 2001 (24 года)  | 164 см | Чукурова   |
| ТФ   | 6  | Алексия Шартро  | 5 сентября 1998 (26 лет)  | 190 см | АСВЕЛ      |
| АЗ   | 10 | Сара Мишель     | 10 января 1989 (36 лет)   | 180 см | Бурж       |
| ЛФ   | 11 | Валериан Ээи    | 29 апреля 1994 (31 год)   | 184 см | Прага      |
| Ц    | 12 | Ильяна Рюпер    | 12 июля 2001 (23 года)    | 194 см | Чукурова   |
| Ф    | 13 | Жанель Салаюн   | 5 сентября 2001 (23 года) | 188 см | Скио       |
| Ц    | 14 | Доминик Малонга | 16 ноября 2005 (19 лет)   | 198 см | АСВЕЛ      |
| Ф    | 15 | Габби Уильямс   | 9 сентября 1996 (28 лет)  | 180 см | Фенербахче |
| Ц    | 22 | Марием Бадьян   | 24 ноября 1994 (30 лет)   | 190 см | Фенербахче |
| АЗ   | 23 | Марин Жоаннес   | 21 января 1995 (30 лет)   | 177 см | АСВЕЛ      |
| З    | 42 | Леила Лакан     | 2 июня 2004 (21 год)      | 181 см | Ланды      |
| З    | 47 | Романа Берни    | 27 июня 1993 (32 года)    | 170 см | БЛМА       |